# Tessenderlo Chemie
Tessenderlo Chemie oder Tessenderlo Group NV ist ein belgischer Industriekonzern, der in den Bereichen Agronomie und Chemie tätig ist und seinen Sitz in Ham in der Provinz Limburg hat. Nach der Fusion mit Picanol gehört Tessenderlo nun zu einem Konglomerat.
Das Unternehmen ist in Frankreich, Belgien und den Vereinigten Staaten vertreten.

## Geschichte
Gegründet wurde Tessenderlo 1919 als Produits Chimiques de Tessenderloo. Im Jahr 2013 wurde Picanol der Hauptaktionär von Tessenderlo Chemie. Im Dezember 2013 wurde Luc Tack zum CEO von Tessenderlo ernannt. Im Jahr 2015 fusionierte Tessenderlo mit Picanol.
Im Jahr 2016 begann das Unternehmen mit dem Bau einer Fabrik in der Normandie, in Frankreich.